# Belle Air
Belle Air fue una aerolínea con base en Tirana, Albania, que ofrecía vuelos internacionales a varias ciudades de Italia. 
Fue fundada en mayo de 2005. Belle Air anunció en abril de 2006 sus planes para empezar a operar vuelos directos entre Albania y Estados Unidos durante el 2007. Después de apenas seis meses de haber iniciado sus operaciones, el 17 de noviembre de 2006 Belle Air anunció la venta de su ticket número 100.000. La aerolínea ha crecido a un ritmo vertiginoso, especialmente cuando se compara su desempeño y red de destinos a los de la línea nacional albana, Albanian Airlines, el cual ha estado en el negocio durante más de 10 años. El 15 de diciembre de 2006 la aerolínea recibió otra aeronave, un Fokker F100, el cual alquiló a Montenegro Airlines. Al siguiente día recibió una tercera aeronave, un ATR 42 alquilado a Viaggio Air. Para el 2007 la aerolínea sumó nuevos destinos, que incluyen Ancona, Bari, Pescara, Parma, Milán, Londres y Treviso. La aerolínea suspendió operaciones el 25 de noviembre de 2013. Belle Air concentraba el 52% del tráfico de pasajeros en el Aeropuerto Internacional de Tirana Rinas.

## Antiguos destinos
Belle Air volaba desde el Aeropuerto Internacional Madre Teresa en Tirana a los siguientes destinos:
| Países      | Destinos  | Aeropuertos                                             |
| ----------- | --------- | ------------------------------------------------------- |
| Albania     | Tirana    | Aeropuerto Internacional Madre Teresa (HUB)             |
| Alemania    | Stuttgart | Aeropuerto de Stuttgart                                 |
| Bélgica     | Bruselas  | Aeropuerto de Bruselas                                  |
| Bélgica     | Lieja     | Aeropuerto de Lieja (vía Pristina)                      |
| Grecia      | Heraclión | Aeropuerto Internacional de Heraclión Nikos Kazantzakis |
| Grecia      | Salónica  | Aeropuerto Internacional Macedonia                      |
| Italia      | Ancona    | Aeropuerto de Ancona-Falconara                          |
| Italia      | Bari      | Aeropuerto de Bari-Palese                               |
| Italia      | Florencia | Aeropuerto de Florencia                                 |
| Italia      | Forlì     | Aeropuerto de Forlì                                     |
| Italia      | Génova    | Aeropuerto de Génova                                    |
| Italia      | Milán     | Aeropuerto de Bérgamo-Orio al Serio                     |
| Italia      | Milán     | Aeropuerto de Milán-Malpensa                            |
| Italia      | Nápoles   | Aeropuerto de Nápoles-Capodichino                       |
| Italia      | Parma     | Aeropuerto de Parma                                     |
| Italia      | Perugia   | Aeropuerto de Perugia                                   |
| Italia      | Pescara   | Aeropuerto de Pescara-Abruzzo                           |
| Italia      | Pisa      | Aeropuerto de Pisa                                      |
| Italia      | Roma      | Aeropuerto de Roma-Fiumicino                            |
| Italia      | Trieste   | Aeropuerto de Trieste - Friuli Venezia Giulia           |
| Italia      | Treviso   | Aeropuerto de Sant'Angelo Treviso                       |
| Italia      | Verona    | Aeropuerto de Verona-Villafranca                        |
| Kosovo      | Pristina  | Aeropuerto Internacional de Pristina                    |
| Reino Unido | Londres   | Aeropuerto de Londres-Stansted                          |
| Suiza       | Zúrich    | Aeropuerto Internacional de Zúrich                      |
| Turquía     | Estambul  | Aeropuerto Internacional Sabiha Gökçen                  |

## Flota histórica
La flota de Belle Air incluyó las siguientes aeronaves:
| Aeronaves               | Total | Introducido | Retirado | Matrículas                      |
| ----------------------- | ----- | ----------- | -------- | ------------------------------- |
| Airbus A319             | 4     | 2009        | 2014     | F-ORAF, F-ORAG, F-ORAH y F-ORAJ |
| Airbus A320-200         | 2     | 2009        | 2013     | F-ORAD y F-ORAE                 |
| ATR 42                  | 1     | 2008        | 2009     | LZ-ATR                          |
| ATR 72                  | 2     | 2009        | 2013     | F-ORAA y F-ORAI                 |
| British Aerospace 146   | 4     | 2007        | 2009     | LZ-HBB, LZ-HBC, LZ-HBZ y LZ-HBF |
| Fokker 100              | 1     | 2007        | 2009     | ZA-ARC                          |
| McDonnell Douglas MD-82 | 2     | 2005        | 2012     | ZA-ARB y ZA-ARD                 |